# Inmigración alemana en Costa Rica
La inmigración alemana a Costa Rica se da muy tempranamente. Ya desde 1848 cuando el nombre del país pasa a ser oficialmente el de República de Costa Rica, el presidente José María Castro Madriz establece relaciones diplomáticas con la Confederación Germánica y suscribe un tratado de comercio y amistad entre ambos países. Desde entonces y hasta 1930 casi 1000 inmigrantes germanos se establecieron en suelo costarricense. A diferencia de otras migraciones al país, estos en su mayoría no eran pobres, sino que por el contrario, provenían de familias acomodadas y tenían buenos nexos políticos y comerciales en Europa lo que les permitió integrarse rápidamente a la vida política y económica el país. La comunidad germanocostarricense es la segunda más importante de América Central, tras la presente en Guatemala, pero el peso social y demográfico que tiene la colectividad en la nación es uno de los más importantes de América.[cita requerida]

## Historia
La inmigración alemana abarcó principalmente de 1850 a 1939, cuando cesa por el estallido de la Segunda Guerra Mundial. Los migrantes alemanes arribaban al país con buen capital y formaban empresas de inmediato. Aunque no poseían tierras al principio, se ligaron al negocio agroexportador gracias a sus contactos comerciales en el Europa, integrándose sin mucha dificultad con la poderosa oligarquía cafetalera del país, por medio de ligámenes empresariales y maritales. En poco tiempo comenzaron a florecer familias alemanas dedicadas al café, la caña de azúcar y el comercio en general como los Rohrmoser, Niehaus, Kopper, von Schroeter, André, Peters, Seevers, Steinvorth, Zeuner, Stradtmann, Lahmann y Lutz.  Otras se abocaron a la exportación; entre ellas estuvieron los Lohrengel, Fabian, Schönfeld, Kitzing, Knöhr, Steinvorth, Assmann, Reimers. Otros se enfocaron en el establecimiento de locales comerciales y luego cadenas que prosperaron como los Koberg, Siebe, Lehmann, Sauter, Federspiel, Amrhein, Hoepker, Becker, Ossenbach, Miller, Staufer, Bansbach, Runnebaum y Vedova.

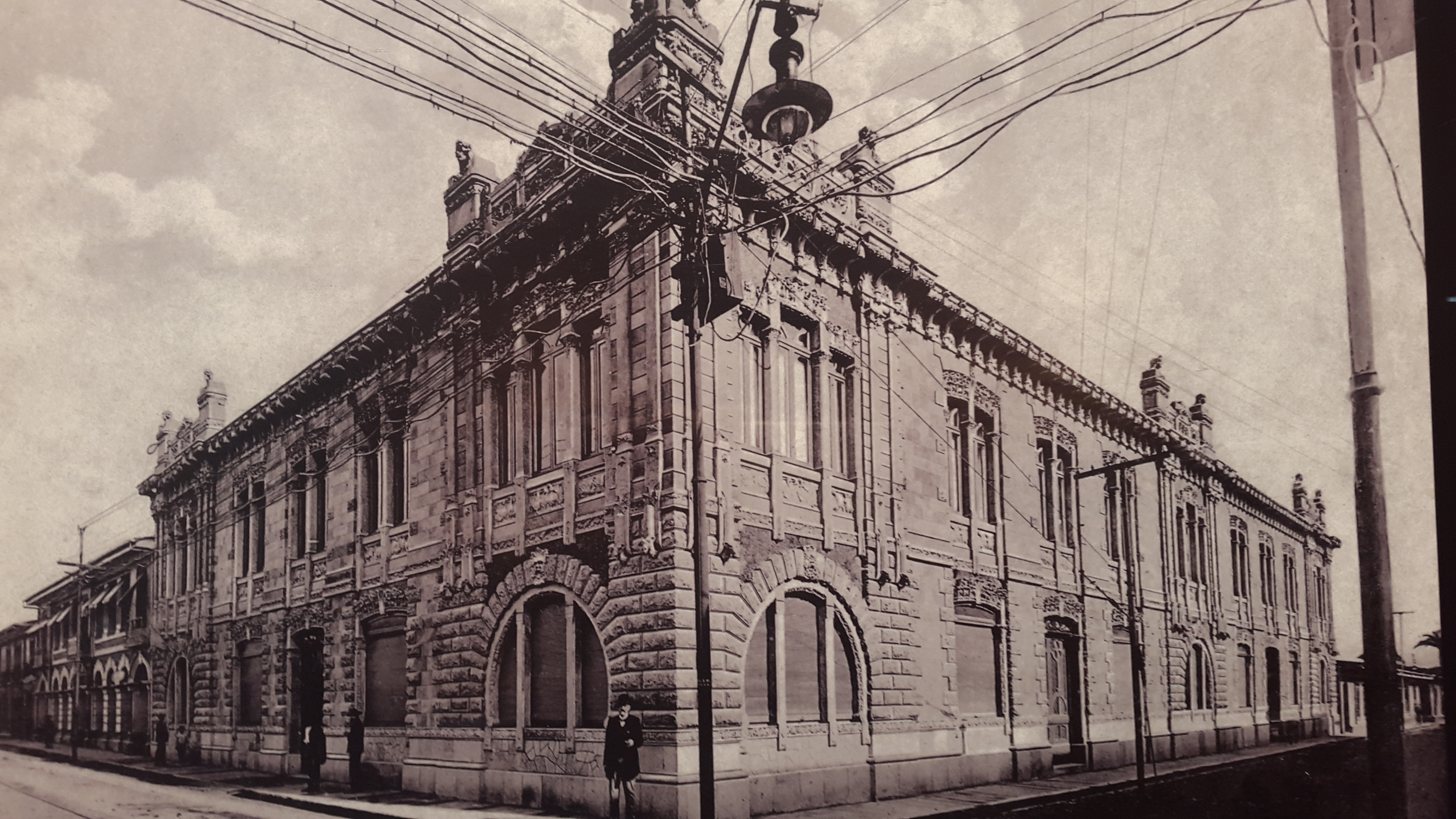
El Edificio Steinvorth, mandado a construir por los hermanos alemanes Wilhem, Walter y Otto Steinvorth Ulex.

### 1821 - 1900
Los primeros alemanes llegaron a Costa Rica desde 1821 en pequeños números y por iniciativa individual. No sería hasta el establecimiento de relaciones oficiales entre Costa Rica y Alemania en 1848 que se iniciarían proyectos directos de colonización.  La Sociedad Berlinesa de Colonización fundada por el barón Alexander von Bulow contaba con apoyo del gobierno costarricense interesado en poblar y colonizar áreas agrícolas abandonadas, y pretendió ubicar a 7000 colonos adultos en 30 años. Entre 1851 y 1853 zarpan tres embarcaciones de Alemania hacia Costa Rica, pereciendo en el trayecto gran cantidad de personas,  por lo que en 1854 arriba al puerto de Puntarenas un nuevo barco cargado de inmigrantes que evitó las peligrosas rutas terrestres.  Los proyectos buscaban colonizar zonas como la costa atlántica, Miravalles e incluso la Isla del Coco.  Lo cierto es que las condiciones de aislamiento, difícil clima y territorio e insalubridad hicieron fracasar todos estos proyectos agrícolas y los colonos finalmente abandonaron las áreas y se asentaron en el Valle Central.  Para 1864 se registran 164 alemanes viviendo en Costa Rica
Los inmigrantes alemanes, al igual que los franceses, británicos y estadounidenses, veían grandes oportunidades económicas en el país. Pronto se insertaron en la clase política e intelectual costarricense.  Algunos ascendieron rápidamente entre las empresas técnicas y productivas gracias a su preparación superior viniendo de países industrializados, otros se dedicaron a la labor intelectual ejerciendo profesiones liberales, y otros montaron sus propios negocios incluyendo la agricultura (especialmente cafetalera, bananera y azucarera), el comercio y la minería.  Otro negocio en que los extranjeros germanos y anglosajones tuvieron injerencia importante fue la Banca, alentada por el auge cafetalero, y de hecho aparecen como accionistas del Banco Anglo Costarricense varios alemanes.

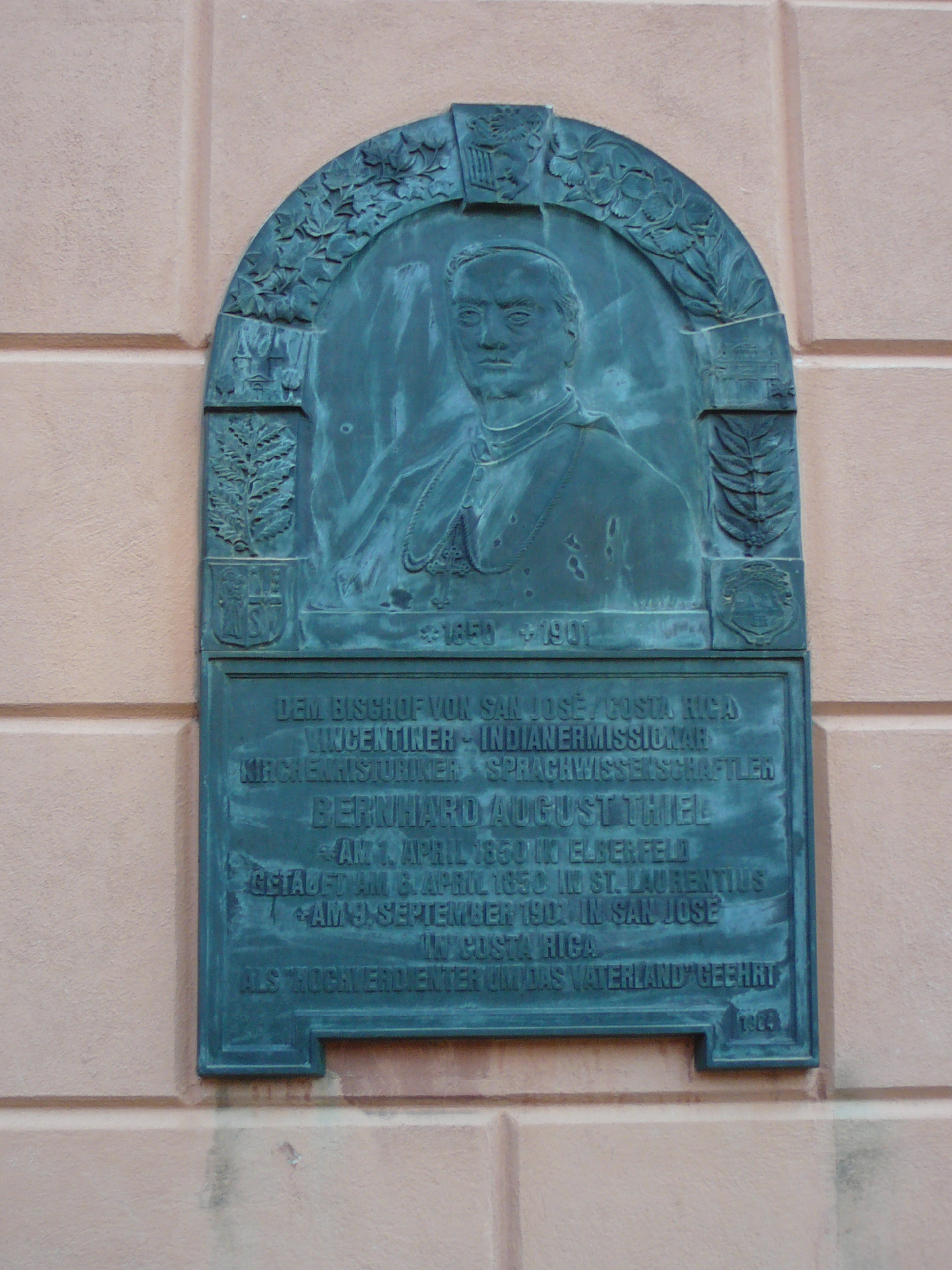
Placa conmemorativa de Bernhard August Thiel, segundo obispo de Costa Rica, en la Iglesia de San Lorenzo en su natal Elberfeld

Asimismo, ciudadanos alemanes prestaron servicios al gobierno, mayormente en calidad de ingenieros.  Otros estuvieron detrás de la reforma educativa y tras la fundación de centros como el Liceo de Costa Rica,  el Colegio de Señoritas,  la Casa de Enseñanza de Santo Tomás,  el Colegio San Luis Gonzaga  y el Colegio Alemán.  Ya para finales del siglo XIX e inicios del XX también se tiene constancia de costarricenses germanos involucrados activamente en política y dentro de las dirigencias de partidos políticos del país, siendo particularmente relevantes en política las familias Koberg, Rohrmoser y Peters.

### 1900 - 1939
La comunidad alemana mantenía sus lazos culturales cercanos, si bien muchos se casaron con costarricenses mayormente de clase aristocrática, lo que ayudó a su integración dentro de las clases dominantes, también mantenían una identidad étnica conjunta. Esto llevó a la creación del Club Alemán en 1910 y de la Escuela Alemana en 1912. Los lazos culturales y políticos con Alemania se mantuvieron. La comunidad alemana buscó preservar el idioma entre las nuevas generaciones nacidas en Costa Rica, y las tecnologías de la época permitían una relación más rápida y cercana con la madre patria, que además en aquella época se encontraba en plena expansión. Esto llevó a lo que Berth llama una «etnicidad simbólica», de admiración y apoyo moral al Imperio alemán por parte de la colonia costarricense.
Pero esta adscripción al nacionalismo alemán trajo sus problemas durante la Primera Guerra Mundial en que Costa Rica era un país aliado a los Estados Unidos. La guerra trajo consigo, además del cierre de rutas económicas de comercio y del embargo de Costa Rica a Alemania, y por ende, el fin de las exportaciones, a una persecución por parte del dictador de la época Federico Tinoco contra la minoría alemana acusándolos de conspiradores y manipuladores. Si bien la retórica de Tinoco y sus medidas no serían tan graves, como sí lo serían años después las de Calderón.

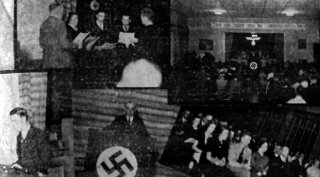
Actividad nazi en el Club Alemán

Las divisiones políticas de Alemania repercutieron también entre la colonia de Costa Rica. Así, los partidarios de la República de Weimar y los del viejo Imperio alemán entraron en polémicas por temas como cual de las dos banderas ondear en el Club Alemán. Fuera de esto, la relación entre alemanes era normalmente muy unida y se creó también la Beneficencia Alemana, donde alemanes adinerados asistían a los más desfavorecidos con el lema de que «no debe haber alemán pobre», existiendo constancia de como inmigrantes alemanes de escasos recursos recibían créditos y otras ayudas de los más pudientes.

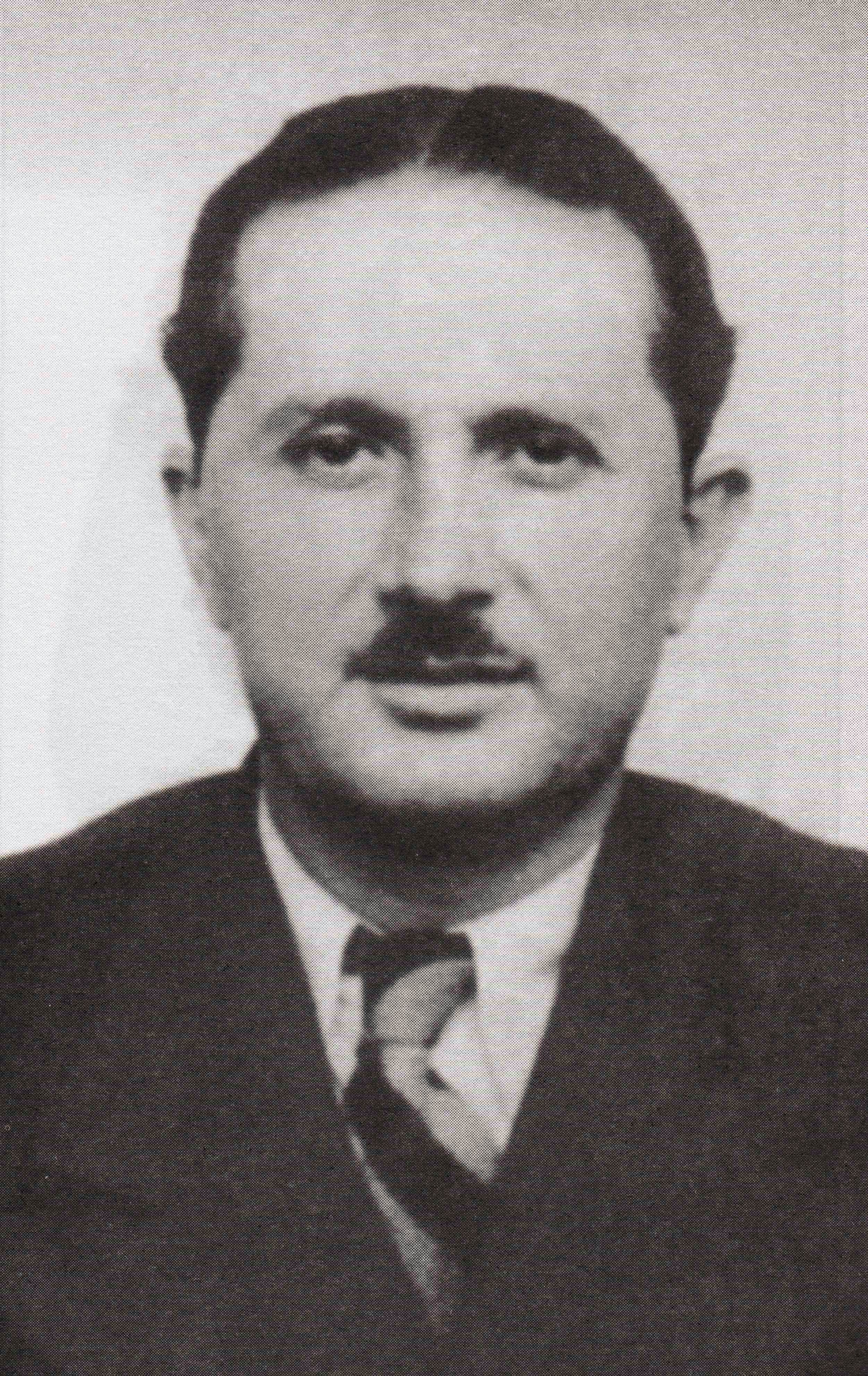
El Dr. Carlos Manuel Echandi Lahmann, proveniente de la aristocrática familia criolla Echandi, por parte de padre, y de la familia alemana, Lahmann, por parte de madre, ilustre galeno que murió asesinado al lado de su colega Ricardo Moreno Cañas

Durante los años treinta surge dentro del seno de la comunidad alemana simpatizantes del nazismo de Adolf Hitler Esta no es casual, existe constancia de que la ideología nazi fue deliberadamente importada desde el Tercer Reich por el NSDAP en su variante internacional dirigida a la diáspora alemana. En 1936 se funda en el Club Alemán el NSDAP/AO local por un total de 60 personas, de las cuales la mayoría había nacido en Alemania. Según Berth, las prédicas raciales y nacionalsocialistas no calaron tan fácilmente entre la población germano-costarricense en buena medida porque esta estaba acostumbrada a realizar matrimonios con costarricenses (algo que el NSDAP desaprobaba), aun cuando algunos de sus integrantes sí compartían ciertas posturas anticomunistas y racistas. Así por ejemplo, el director del Colegio Alemán, Hannes Ihring, fundó una rama de la Juventud Hitleriana y comunicaba a Berlín en 1937 las dificultadas de que calara el nazismo entre los alemanes costarricenses afirmando incluso: 

Muchas veces escuché lo siguiente: "sí, lo que dice el Líder parece apropiado para Alemania, pero no para nosotros aquí fuera, ¿para que quieren fundar otro grupo, ya tenemos el Club Alemán y todos somos nacionalistas." Seguramente no era fácil encontrar el camino justo, casi nadie vivía el nacionalsocialismo y a los alemanes les faltó visión para medir el peligro del comunismo y el judaísmo en Alemania.

Así, existe constancia de que el tema fue sujeto de debate dentro de la comunidad y que también hubo alemanes costarricenses opuestos al nazismo y a la persecución de los judíos en Alemania. En todo caso, la directiva del Club Alemán eventualmente quedaría en manos del NSDAP/AO y el apoyo al Tercer Reich entre la colonia alemana no era escaso tampoco, al menos no durante los años 30.

### 1939 - 1990
El grupo contaba con la simpatía del gobierno de León Cortés Castro (1936-1940) y era conocido por las autoridades del Tercer Reich, incluso el Club Alemán recibió la visita de oficiales del SMS Schleswig-Holstein cuando este llegó a las costas ticas. Esta vinculación saldría cara después, aun cuando la mayor parte de la población alemana no tenía necesariamente vínculos con el nazismo (solo el 10% estuvo afiliada al NSDAP), esto por cuanto a partir de la declaración de guerra de Costa Rica a Alemania tras el bombardeo a Pearl Harbor, el gobierno de Rafael Ángel Calderón Guardia realizaría una severa persecución de alemanes, italianos y japoneses, que incluirían confiscaciones de comercios y propiedades, encarcelamiento en un campo de concentración y deportaciones a Estados Unidos.
El período de persecución a los alemanes por el gobierno de Calderón fue probablemente uno de los eventos más traumáticos que enfrentó la comunidad germana, e incluso algunos historiadores consideran que sirvió para atizar los fuegos opositores anticalderonistas que llevaron al estallido de la Guerra Civil. De hecho, fue algo que denunció el líder opositor José Figueres Ferrer en su discurso radial contra el gobierno (que le valió el exilio por algún tiempo) y que sumó masivamente a los alemanes a las filas de la oposición. El caso es que a raíz de la persecución muchas familias fueron separadas, unas por cuanto algunos alemanes se enlistaron en la guerra del lado alemán, y otras por cuanto otros tantos fueron deportados a Estados Unidos. Una vez pasada la guerra la comunidad presionó al gobierno para que acelerara la repatriación de alemanes prisioneros en suelo estadounidense usando distintos medios como demandas ante la Corte Suprema de Justicia, aprovechando los lazos sanguíneos con familias poderosas y haciendo denuncias ante los medios. Recibieron cierto apoyo de la Iglesia católica y la Corte falló en todos los casos a favor de los demandantes, forzando al gobierno a interceder ante Estados Unidos para traer de vuelta a los ciudadanos costarricenses. Por lo que se sabe, la mayoría de familias, si no todas, lograron reunirse de nuevo, si bien muchas lo habían perdido todo. 
Similarmente, los prisioneros alemanes en Europa con nacionalidad costarricense o con vínculos familiares aprovecharon su conexión con el país para escapar de la zona rusa y viajar a Costa Rica con sus familias, para lo cual contaron con la ayuda del embajador costarricense en Ámsterdam.

### Actualidad
Hoy en día habitan más de 2000 ciudadanos alemanes en Costa Rica, lo que constituye una de las colectividades germanas más grandes e importantes de toda América Central y el Caribe. La mayoría de inmigrantes se encuentran radicados en el Valle Central, especialmente en la ciudad de San José y su Área Metropolitana; aunque también existen nutridas comunidades en la Zona Norte.
La aglomeración alemana ha logrado una satisfactoria cohesión en la población costarricense; especialmente entre las capas sociales más altas del país. Desde la época colonial la adaptación de los germanocostarricenses fue bastante exitosa, sin contar algunos periodos como la persecución, encarcelamiento y deportación de alemanes e italianos durante la Segunda Guerra Mundial, en la que los inmigrantes tuvieron que afrontar una de sus más duras pruebas.
Por su parte, la comunidad alemana logró establecer un destacable institucionalismo en el país: desde la fundación de instituciones culturales y educativas como el Colegio Humboldt y el Instituto Goethe, hasta asociaciones civiles como el Club Alemán y comerciales como la Cámara de Comercio e Industria Costarricense Alemana (AHK).

## Aporte alemán a la cultura costarricense

### Ciencia y educación

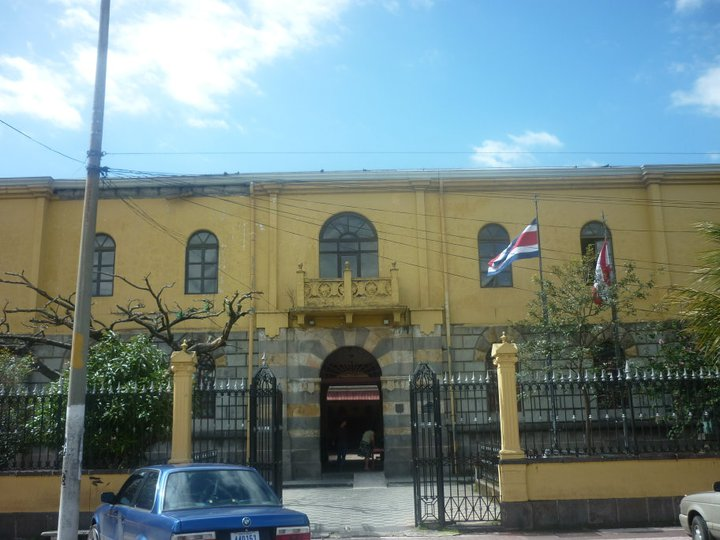
Instituciones como el Liceo de Costa Rica recibieron un notable aporte de los inmigrantes alemanes.

Costa Rica se vio beneficiada por la llegada de una gran ola de inmigrantes alemanes profesionales, en su gran mayoría dedicados a la ciencia. Los científicos alemanes influyeron ampliamente en la educación costarricense. Lo hicieron fundando casas de enseñanza, ocupando cargos en universidades, y estudiando desde Costa Rica para provecho del país. Algunos de ellos fueron: Friedrich Prestinary, Johannes Braun, Peter Braun, Gustav Traugott, Karl Beutel, Otto Litmann, Philip Voigtel, Hermann Schnitzler, Erich von Schermann, Laura Heinrich, Isabel Heinrich, Franz Schardinger, Ana Farrier, Helmuth Polakowsky, Gustav Schwarz, Edmund Becker, Guillermo Witting, Karl von Bülow, Wilhelm Marr, Alexander von Frantzius, Karl Hoffman, Julian Ellendorf, Johann Braun, Karl Luthmer, Martin Flutsh, Karl Johanning, Ludwig von Chamier, Maximilian Bansen, Teodoro Hack-Prestinary y Karl Sapper entre otros.
Todos ellos tuvieron una notable influencia en la educación y proliferación científica costarricense; encontrándose muchas generaciones de directores en el Liceo de Costa Rica, Colegio Superior de Señoritas, Colegio San Luis Gonzaga y la Universidad de Santo Tomás. Además, la colectividad establece durante el siglo XX el Colegio Alemán.

### Arquitectura e ingeniería

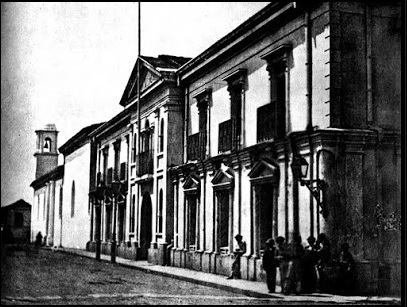
El Palacio Nacional fue diseñado por Franz Kurtze, nacido en Hamburgo.

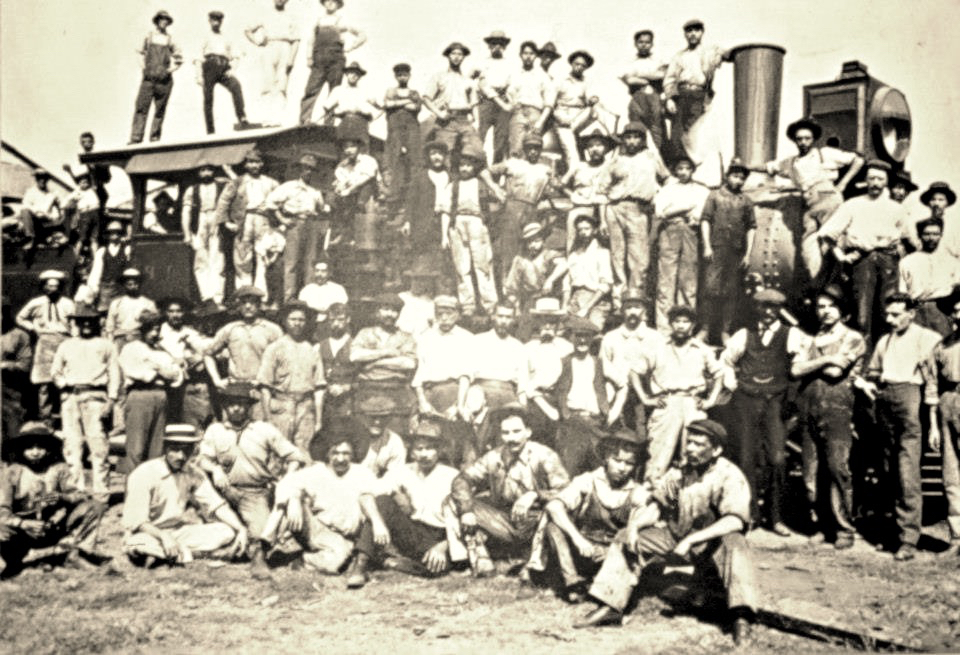
Las construcciones de ambas líneas férreas se vieron fuertemente influenciadas por el aporte de ingenieros alemanes.

Multitud de obras arquitectónicas fueron diseñadas por ingenieros alemanes, dos de ellos —Franz Kurtze y Ludwing von Chamier— tuvieron una destacable labor en la construcción del Palacio Nacional, del Ferrocarril al Atlántico, y del Ferrocarril al Pacífico.
También descollaron en la construcción de la vía férrea al Atlántico los ingenieros Heinrich Runnebaum (quien trajo a su sobrino de apellido Niehaus como asistente), Richard Schutt y Friedrich Bornemann; Adolf Knöhr que construyó el muelle de Puntarenas, y Franz Rohrmoser y Ludwig Daser que realizaron trabajos de cartografía y meteorología civil.

### Gastronomía

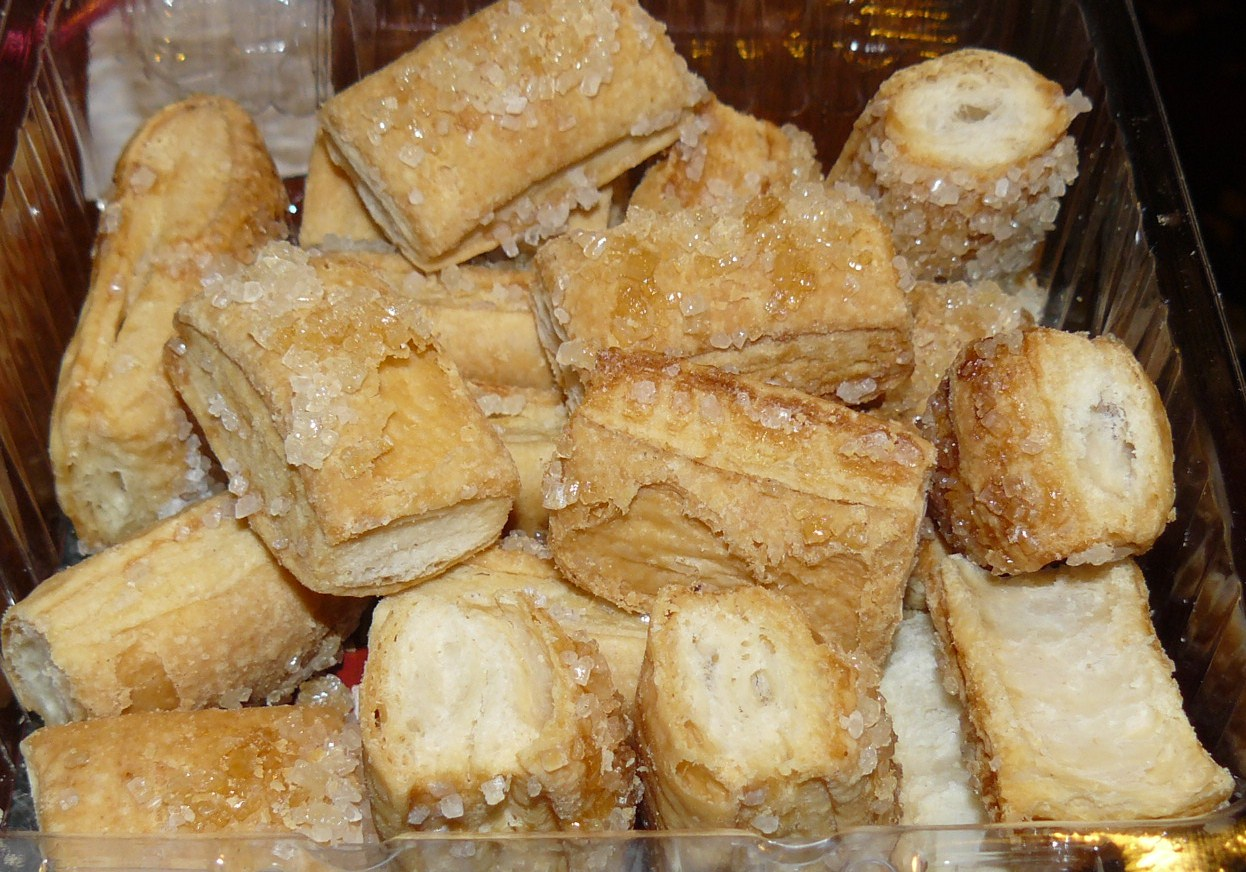
La incorporación del hojaldre en diversas preparaciones reposteras fue herencia de la inmigración alemana.

La influencia de la cultura alemana también ha tenido repercusiones en la cocina costarricense. El área culinaria de mayor influencia fue la repostería: donde destacan los llamados cachos, estos son de los más populares, y pueden encontrarse multitud de variedades. También de origen alemán son los berliner que se comercializan en el país como cremitas o profiteroles y los prusianos que son hojaldras rellenas de merengue.
Por otro lado, la producción industrial de cerveza —que es el licor más popular del país— fue iniciada por el inmigrante Joseph Traube, originario de Bohemia. Este crea la fábrica de la Cervecería del Globo en 1888.

### Festividades
Una de las principales actividades que realiza la colectividad y que atrae a gran parte de la población es el Oktoberfest Costa Rica. Por otro lado se realizan en el Club Alemán reuniones semanales para jugar bridge, skat, fútbol, billar y otra gran cantidad de actividades sociales y eventos.

### Idioma

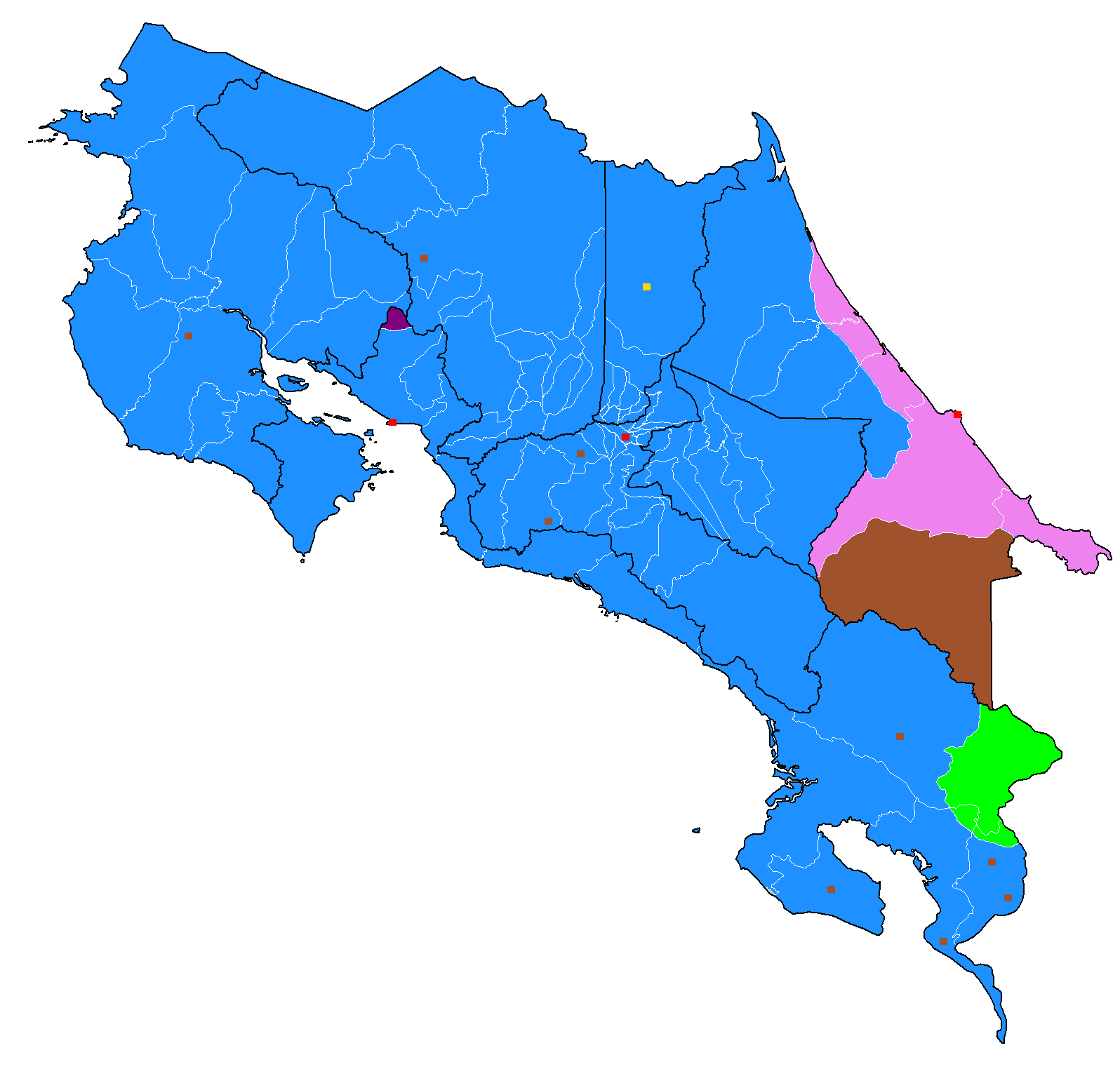
Lenguas de Costa Rica, el alemán sarapiqueño se distingue al norte del país en color amarillo.

En el país está presente una de las comunidades germanoparlantes más grandes de América Central, habitando actualmente más de 2000 alemanes en Costa Rica. Sin contar a casi 2000 suizos, 2000 menonitas de ascendencia predominantemente alemana y más de 600 austriacos, conformando una gran comunidad germano-costarricense que practica y promueve la utilización del idioma alemán en el país. Actualmente, miles de costarricenses son descendientes de estos migrantes y han fundado decenas instituciones culturales e incluso centros educativos e iglesias que promueven la difusión del alemán en el país.[cita requerida]
Además, en el área norte del país, en la Región Huetar Norte, en Sarapiquí y en San Carlos existen comunidades fundadas, colonizadas o pobladas por migrantes alemanes y menonitas donde sus descendientes todavía utilizan el alemán o emplean un dialecto proveniente del alemán antiguo llamado plautdietsch y otro vernáculo llamado platzdutch.[cita requerida]

## Colonias alemanas en Costa Rica

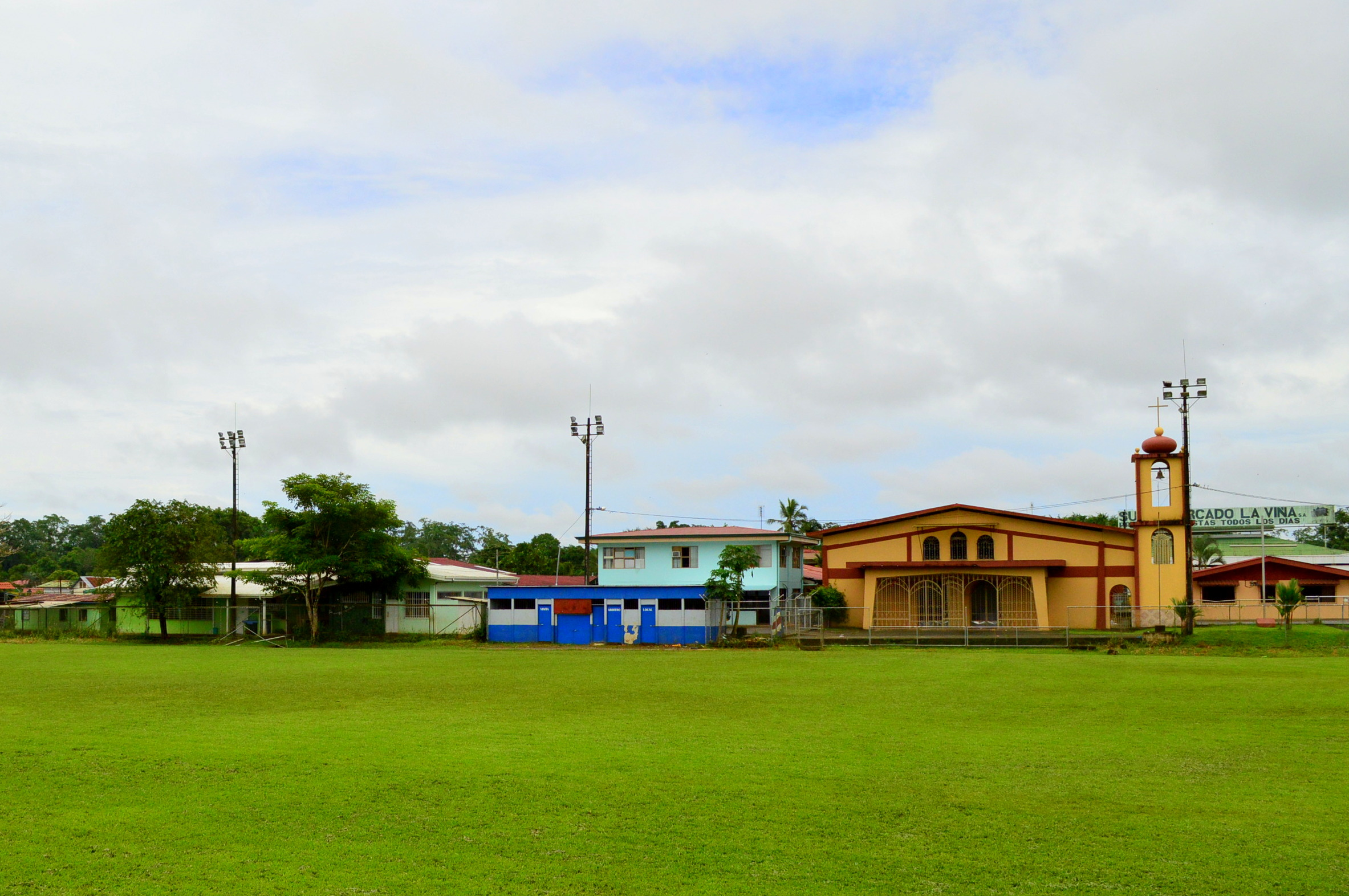
En el cantón de Sarapiquí se encuentran algunas colonias germanas.

Ya en 1850 el gobierno de Juan Rafael Mora Porras había creado la Junta Protectora de las Colonias; y desde 1821 hasta la década de 1860 fracasaron, por mala planificación, cuatro importantes proyectos de colonización privada de ingleses, franceses y alemanes. A esos inmigrantes no se les había dicho lo principal: que la ubicación de las colonias se encontraba en lugares lejanos y sin caminos de acceso.
Aun así, los alemanes fueron unos de los primeros en descubrir el potencial económico de la naciente nación costarricense; por la proliferación del cultivo del café y el banano. De esta manera multitud de inmigrantes germanos crean grandes lotes agrícolas en la provincia de Limón, que posteriormente evolucionan en poblados como: Westfalia, Waldeck y Bremen.
Además, el gobierno organiza colonizaciones planificadas en las provincias de Alajuela y Cartago, de las que resultan las regiones del Berlín en el cantón de San Ramón y la Prusia de Tierra Blanca.[cita requerida]
Finalmente en el área norte del país, en la Región Huetar Norte, en Sarapiquí y en San Carlos existen comunidades fundadas, colonizadas o pobladas originalmente por migrantes alemanes y menonitas con una preeminente ascendencia germana.[cita requerida]